# Alice O'Fredericks
Alice O'Fredericks (8 de septiembre de 1899 – 18 de febrero de 1968) fue una actriz, guionista y directora cinematográfica de nacionalidad danesa. Es sobre todo conocida por dirigir la serie cinematográfica de comedias Far til Fire, además de la serie de dramas familiares basados en las novelas de Morten Korch. A lo largo de su trayectoria escribió 38 guiones y dirigió 72 largometrajes, motivo por el cual O'Fredericks es una de las directoras más prolíficas de la cinematografía danesa. O'Fredericks también dirigió las primeras cintas danesas en las que se trataba sobre los derechos de las mujeres. El Premio Alice, que se otorga anualmente a la mejor directora en el seno del Festival Internacional de Cine de Copenhague, es nombrado en su honor.

## Biografía

### Inicios
Su verdadero nombre era Mitzi Otha Alice Fredericksen, y nació en Gotemburgo, Suecia, aunque sus padres eran daneses. Éstos se divorciaron cuando ella era joven, por lo que hubo de mudarse con su madre a Copenhague. Educada en una escuela de secretariado, en 1918 obtuvo un trabajo como continuista con el director danés Benjamin Christensen. En esa época había adoptado el nombre artístico de Alice O'Fredericks.
En 1920, O'Fredericks se puso ante las cámaras, debutando con el papel de monja en el controvertido film mudo de Christensen Häxan. A lo largo de la década, ella actuó en varias películas, entre ellas el drama de Gudmundur Kamban Hadda Padda, así como la comedia Pas Paa Pigerne, protagonizada por el popular dúo formado por Carl Schenstrøm y Harald Madsen. Además, formó la compañía productora Tumling Film junto al actor Johannes Meyer, protagonizó dos películas de Nordisk Film, y acabó su carrera de actriz en 1929 con la película de George Schnéevoigt Laila.

### Carrera en el cine
O'Fredericks debutó como guionista en 1928 tras ganar un concurso patrocinado por el periódico B.T. Su guion se convirtió en el film de Carl Schenstrøm y Harald Madsen Filmens Helte. Posteriormente ella trabajó para Palladium Film como guionista, y fue ayudante de dirección de Lau Lauritzen Sr. Gracias a la ayuda de Lauritzen, O'Fredericks aprendió el oficio de cineasta, formándose la base de su larga y exitosa carrera como directora.
Empezó a dirigir en 1934 asociada con el hijo de Lauritzen, Lau Lauritzen Jr.. La primera película de ambos fue la farsa Ud i den kolde sne. En las décadas de 1930 y 1940 O'Fredericks y Lauritzen rodaron juntos 27 filmes. En 1950 trabajó para ASA Film con una adaptación de una novela de Morten Korch, De røde heste. Esta película fue un gran éxito, y con 2.3 millones de espectadores se convirtió en la más taquillera del cine danés. O'Fredericks adaptó otras seis novelas de Korch.
También rodó varias películas en cooperación con Jon Iversen y Robert Saaskin. En ese período O'Fredericks creó la popular serie cinematográfica de comedias familiares Far til Fire. Entre 1953 y 1961 escribió y dirigió ocho de ellas. En sus últimos años O'Fredericks sufrió reumatismo, por lo que debía utilizar una silla de ruedas. A pesar de ello, siguió escribiendo y dirigiendo, y a menudo iba al plató ayudada por dos hombres.
A mediados de los años 1960 escribió una serie de tres dramas rurales, las películas Næsbygaard. Fueron las últimas que dirigió.
O'Fredericks es señalada como una pionera entre las mujeres cineastas. Escribió y dirigió algunas de las primeras películas danesas enfocadas en las mujeres y en sus derechos. Entre las mismas figuran el drama de 1946 Så mødes vi hos Tove, sobre ocho mujeres que se encuentran diez años después de su graduación, y que hablan de sus vidas, y Det Brændende spørgsmål (1943), acerca del aborto y sus consecuencias. En 2003, el Festival Internacional de Cine de Copenhague creó el Premio Alice en su honor, que se entrega a la mejor directora.

### Vida personal
O'Fredericks estuvo casada con el empresario danés Oskar Klintholm desde 1927 hasta el momento de la muerte de él en 1959. Alice O'Fredericks falleció a causa de una enfermedad reumática el 18 de febrero de 1968 en Hellerup, Dinamarca.

## Filmografía

### Directora
- 1967 : Brødrene på Uglegaarden
- 1966 : Krybskytterne på Næsbygård
- 1965 : Næsbygårds arving
- 1964 : Kampen om Næsbygård
- 1963 : Sikke'n familie
- 1962 : Der brænder en ild
- 1961 : Far til fire med fuld musik
- 1960 : Det skete på Møllegården
- 1959 : Far til fire på Bornholm
- 1958 : Vagabonderne på Bakkegården
- 1958 : Far til fire og ulveungerne
- 1958 : Verdens rigeste pige
- 1957 : Far til fire og onkel Sofus
- 1956 : Flintesønnerne
- 1956 : Far til fire i byen
- 1955 : Far til fire på landet
- 1955 : Min datter Nelly
- 1954 : Arvingen
- 1954 : Far til fire i sneen
- 1953 : Fløjtespilleren
- 1953 : Far til fire
- 1952 : Det Store løb
- 1952 : Husmandstøsen
- 1951 : Det Gamle guld
- 1951 : Frihed forpligter
- 1951 : Fodboldpræsten
- 1950 : Mosekongen
- 1950 : I gabestokken
- 1950 : Den Opvakte jomfru
- 1950 : De røde heste
- 1949 : Vi vil ha' et barn
- 1949 : Det Gælder os alle
- 1948 : Hr. Petit
- 1947 : Stjerneskud
- 1947 : Lise kommer til Byen
- 1947 : Når katten er ude
- 1946 : Jeg elsker en anden
- 1946 : Så mødes vi hos Tove
- 1946 : Onsdagsväninnan
- 1945 : De kloge og vi gale
- 1945 : Klingende toner
- 1945 : Panik i familien
- 1945 : Affæren Birte
- 1944 : Bedstemor går amok
- 1944 : Elly Petersen
- 1944 : Teatertosset
- 1943 : Hans Onsdagsveninde
- 1943 : Det Brændende spørgsmål
- 1942 : Tyrannens Fald
- 1942 : Frk. Vildkat
- 1941 : Frøken Kirkemus
- 1941 : Tag til Rønneby Kro
- 1941 : Tror du jeg er født i Gaar!
- 1940 : En ganske almindelig pige
- 1940 : Pas på Svinget i Solby
- 1940 : Västkustens hjältar
- 1940 : Familien Olsen
- 1939 : I dag begynder livet
- 1939 : De tre måske fire
- 1938 : Blaavand melder Storm
- 1938 : Livet paa Hegnsgaard
- 1938 : Julia jubilerar
- 1938 : Alarm
- 1937 : Der var engang en Vicevært
- 1937 : Frk. Møllers jubilæum
- 1937 : En Fuldendt gentleman
- 1936 : Cirkusrevyen 1936
- 1936 : Panserbasse
- 1936 : Snushanerne
- 1935 : Week-end
- 1935 : Kidnapped
- 1934 : Ud i den kolde sne
- 1931 : Hotel Paradis

### Guionista
- 1967 : Brødrene på Uglegaarden
- 1966 : Krybskytterne på Næsbygård
- 1965 : Næsbygårds arving
- 1964 : Kampen om Næsbygård
- 1963 : Sikke'n familie
- 1962 : Der brænder en ild
- 1961 : Far til fire med fuld musik
- 1960 : Det skete på Møllegården
- 1959 : Far til fire på Bornholm
- 1958 : Vagabonderne på Bakkegården
- 1958 : Far til fire og ulveungerne
- 1957 : Far til fire og onkel Sofus
- 1951 : Det Gamle guld
- 1948 : Hr. Petit
- 1945 : Klingende toner
- 1944 : Bedstemor går amok
- 1941 : Tror du jeg er født i Gaar!
- 1940 : Västkustens hjältar
- 1939 : De tre måske fire
- 1938 : Blaavand melder Storm
- 1938 : Julia jubilerar
- 1938 : Alarm
- 1937 : Der var engang en Vicevært
- 1937 : Frk. Møllers jubilæum
- 1936 : Panserbasse
- 1936 : Snushanerne
- 1935 : Week-end
- 1935 : Kidnapped
- 1934 : Barken Margrethe
- 1934 : Ud i den kolde sne
- 1933 : Københavnere
- 1933 : Med fuld musik
- 1932 : Han, hun og Hamlet
- 1932 : I kantonnement
- 1931 : Krudt med knald
- 1930 : Pas paa pigerne
- 1928 : Filmens helte
- 1928 : Kraft og skønhed

### Actriz
- 1929 : Laila
- 1926 : Flickorna på Solvik
- 1925 : Det Store hjerte
- 1925 : Solskinsdalen
- 1924 : Hadda Padda
- 1923 : Smil og Tåre
- 1923 : Blandt byens børn
- 1922 : Häxan
- 1922 : Han, hun og Hamlet
- 1921 : Film, flirt og forlovelse